# Sinhô
José Barbosa da Silva, mais conhecido como Sinhô (Rio de Janeiro, 18 de setembro de 1888 – Rio de Janeiro, 4 de agosto de 1930) foi um instrumentista e compositor brasileiro. Tornou-se o principal compositor popular da década de 20 e um dos responsáveis por consolidar o samba no cenário musical brasileiro. Era polêmico e influente, tendo sido um padrinho musical de grandes músicos como Mário Reis , Francisco Alves e Aracy Cortes.
Foi um dos compositores pioneiros do samba carioca, no início do século XX.

## História
Filho de Ernesto Barbosa da Silva, um pintor, admirador dos grandes chorões da época, Sinhô foi estimulado a estudar flauta, mas não se deu bem com o instrumento e se dedicou ao piano e ao violão.
Casou-se cedo, aos 17 anos, com a portuguesa Henriqueta Ferreira, tendo que labutar para sustentar os três filhos. Por volta de 1911, tornou-se pianista profissional, animando os bailes de agremiações dançantes, como o Dragão Club Universal e o Grupo Dançante Carnavalesco Tome a Bença da Vovó. Não perdia nenhuma roda de samba na casa da baiana Tia Ciata, onde encontrava os também sambistas Germano Lopes da Silva, João da Mata, Hilário Jovino Ferreira e Donga.
Ficou surpreso quando Donga, em 1917, registrou como sendo dele (em parceria com Mauro de Almeida) o samba carnavalesco Pelo telefone, que na casa da Tia Ciata todos cantavam com o nome de O roceiro. A canção, que até hoje é motivo de discussões, gerou uma das maiores polêmicas da história da música brasileira, com vários compositores, entre eles Sinhô, reivindicando sua autoria. Para alimentar a polêmica, compôs, em 1918, Quem são eles, numa clara provocação aos parceiros de Pelo telefone. Acabou levando o troco. Exclusivamente para ele, foram compostas Fica calmo que aparece, de Donga, Não és tão falado assim, de Hilário Jovino Ferreira, e Já te digo, de Pixinguinha e seu irmão China, que traçaram-lhe um perfil nada elegante: (“Ele é alto e feio/ e desdentado/ ele fala do mundo inteiro/ e já está avacalhado...”). Pagou a ambos com a marchinha O pé de anjo, primeira composição gravada com a denominação marcha.
O gosto pela sátira lhe trouxe alguns problemas mais sérios, quando compôs Fala Baixo, em 1921, um brincadeira com o presidente Artur Bernardes. Teve de fugir para casa de sua mãe para não ser preso. Cultivou a fama de farrista, promovendo grandes festas em bordéis, o que não o impediu de ganhar o nobre título de “O Rei do Samba” durante a Noite Luso-Brasileira, realizada no Teatro República, em 1927.
Durante 1928, ministrou aulas de violão a Mário Reis, que se tornaria o seu intérprete preferido e que lançaria dois dos seus maiores sucessos: "Jura" e "Gosto Que Me Enrosco". Compôs o último samba, "O Homem da Injeção", em julho de 1930, um mês antes de sua morte, no entanto a letra e a melodia deste samba desapareceram misteriosamente, não chegando ao conhecimento do público.
Morreu em decorrência da hemoptise fulminante, a bordo da barca Sétima, durante uma viagem da Ilha do Governador, onde morava, ao Cais Pharoux. Seu velório e funeral foram descritos com tintas literárias por Manuel Bandeira. Foi sepultado no Cemitério do Caju .

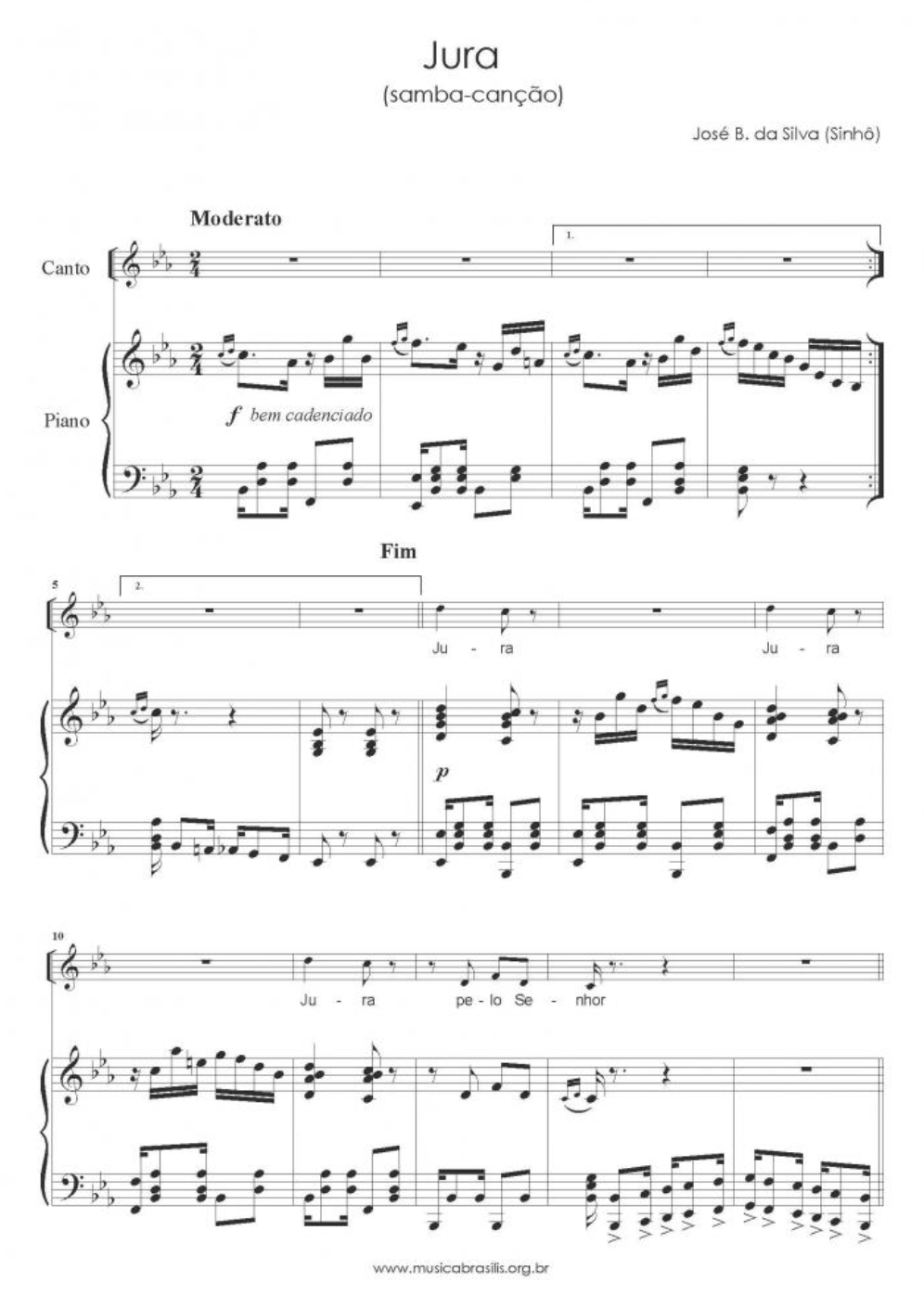
Jura (Sinhô) - 1a página. Partitura disponível no Portal Musica Brasilis.

## Homenagens

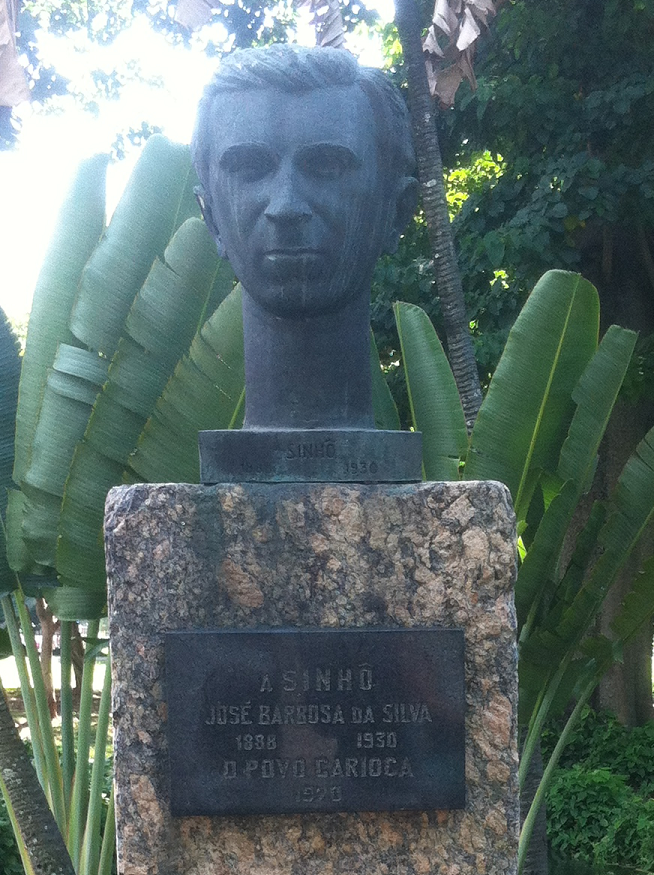
Busto de Sinhô. (Campo de Santana, Rio de Janeiro)

Em 1952, sob a direção de Lulu de Barros, a atriz Cármen Santos produziu o filme O Rei do Samba, sobre a trajetória de vida de Sinhô.
Em 5 de dezembro de 2010 foi ao ar, pela TV Brasil, o programa De Lá pra Cá, com apresentação Ancelmo Gois e Vera Barroso, onde se focou a história de Sinhô que, neste ano, completava 80 anos de falecimento. O programa, que teve a participação dos cantores Zeca Pagodinho, Teresa Cristina, Marcos Sacramento, Clara Sandroni e Luiz Henrique, contou também com a entrevista do pesquisador André Gardel.
Em 2011, para comemorar os 100 anos do surgimento de Sinhô no cenário artístico como músico, em 1911, e 80 anos de saudade do grande mestre, o cantor Luiz Henrique, o showman Bob Lester e a cantora de rádio Marion Duarte homenagearam Sinhô com o show Tributo ao Rei do Samba Sinhô, que foi apresentado em points da cidade do Rio de Janeiro, como o Salão Vip do Amarelinho da Cinelândia, o Teatro do SESC de Madureira, e a Gafieira Estudantina da praça Tiradentes. No espetáculo, os cantores interpretaram grandes sucessos do Rei do Samba, como Jura, Gosto que me Enrosco, O Pé de Anjo, Sabiá e Sonho de Gaúcho, entre outros. O show também foi ilustrado com canções de compositores contemporâneos de Sinhô, como Pixinguinha e Noel Rosa.

## Obras

### Composições
- Achou Ruim Faz Meio Dia
- Ai Uê Dendê
- A Favela Vai Abaixo
- A Medida do Senhor do Bonfim
- Alegrias de Caboclo
- Alivia Estes Olhos (Eu Queria Saber)
- Alô Samba
- Alta Madrugada - Adão Na Roda
- Amar A Uma Só Mulher
- Amor de Poeta
- Amor Sem Dinheiro
- Amostra A Mão
- Ao Futebol
- Aos Pés de Deus
- Ave de Rapina
- Beijo de Colombina
- Bem Que Te Quero
- Benzinho
- Bem Te Vi
- Black Time
- Bobalhão
- Bofe Pamin DGE
- Burro de Carga (Carga de Burro)
- Burucuntum (sob o pseudônimo J. Curangy)
- Cabeça de Promessa
- Cabeça é Ás
- Cabecha Inchada
- Cada Um Por Sua Vez
- Cais Dourado
- Câmbio a Zero
- Canção do Ciúme
- Canção Roceira (Casinha de Sapê)
- Caneca de Couro
- Canjiquinha Quente
- Cansei
- Capineiro
- Carinhos de Vovô
- Carta do ABC (Pegue na Cartilha)
- Cassino Maxixe (com letra de Bastos Tigre)
- Cateretê na Poeira
- Cauã
- Chegou a Hora
- Chequerê
- Cocaína
- Como se Gosta
- Confessa, Meu Bem
- Confissão
- Confissões de Amor
- Correio da Manhã
- Corta Saia
- Criaturas (Vou Me Benzer)
- Custe o Que Custar
- Dá Nele
- De Boca em Boca (Segura o Boi)
- Deixe Deste Costume (Maldito Costume)
- Demo Demo
- Deus Nos Livre do Castigo das Mulheres
- Dia de Exame
- Dia de Gazeta
- Disse Me Disse
- Esponjas
- Estás Crescendo e Ficando Bobo
- Eu Ouço Falar (Seu Julinho)
- Evohé'
- Fala Baixo
- Fala Macacada
- Fala, Meu Louro
- Falando Sozinho
- Fique Firme
- Força e Luz (com letra de C. Castro)
- Garoto
- Gegê
- Golpe Feliz
- Gosto Que Me Enrosco
- Guitarra
- Hip Hurra
- Iracema
- Já é Demais
- Já Já
- Jura
- Juriti (Por Que Será?)
- Kananga do Japão
- Lei Seca
- Leonor
- Macumba Gegê
- Maitaca
- Mal de Amor
- Maldito Costume
- Meu Brasil
- Meus Ciúmes
- Mil e Uma Trapalhadas (com Wilson Batista)
- Minha Branca
- Minha Paixão
- Missanga (Ô Rosa)
- Mosca Vareja (com letra de Durval Silva)
- Murmúrios
- Não Posso Me Amofinar
- Não Quero Saber Mais Dela (Samba da Favela)
- Não Sou Baú
- Não Te Quero Mais
- Não Tens Futuro
- Nossa Senhora do Brasil
- Ó Mão de Lixa
- O Pé de Anjo
- O Que é Nosso
- Ojaré
- Oju Burucu
- Olhos de Centelha (com J. Costa Júnior)
- Ora Vejam Só
- Os Olhos da Cabocla
- Pé de Pilão
- Pega-Rapaz
- Pegue Seu Bode
- Penosas No Conforto
- Pianola
- Pingo D'Água (talvez seja a mesma Queda D'água)
- Quando A Mulher Quer
- Quando Come Se Lambuza
- Que Vale A Nota Sem O Carinho da Mulher
- Queda D'água
- Quem Fala de Mim
- Quem São Eles?
- Ratos de Raça
- Recordar é Viver (Lembranças da Choça)
- Reminiscência do Passado (Dor de Cabeça)
- Resposta da Inveja
- Sabiá (houve uma segunda versão, com poema de motivo folclórico)
- Sai da Raia
- Salve-se Quem Puder
- Saudades
- Se Ela Soubesse Ler
- Se Meu Amor Me Vê
- Sem Amor
- Sempre Voando
- Sete Coroas
- Só Na Casa Aguiar
- Só Por Amizade
- Sonho de Gaúcho
- Sou da Fandanga (sob o pseudônimo J. Curangy)
- Super-Ale (com Ernesto Silva)
- Tem Papagaio no Poleiro
- Tesourinha
- Tinteiro Virado
- Tirando o Retrato (Oia Ele, Nascimento)
- Três Macacos no Beco
- Tu Maltratas Coração
- Vida Apertada
- Virou Bola
- Viruta & Chicarron
- Viva a Penha
- Volta à Palhoça

### Discografia
- Um Sinhô Compositor - álbum duplo - disco 2: Sinhô Eu Canto Assim com Luiz Henrique (2010) - CD
- Clôdo Ferreira Interpreta Sinhô - Com Clôdo Ferreira (2005) - CD
- É Sim, Sinhô - Volume. III - Lira Carioca - Com Clara Sandroni e Marcos Sacramento (2000)  - CD
- É Sim, Sinhô - Volume. II - Lira Carioca - Com Clara Sandroni e Marcos Sacramento (1999)  - CD
- É Sim, Sinhô - Lira Carioca - Com Clara Sandroni e Marcos Sacramento (1998) - CD
- Samba Sim Sinhô - Com Joel Teixeira (1990) - LP
- Grandes Autores - Grandes Intérpretes- Vol. 2 autor: Sinhô - Com Ana Maria Brandão (1978) - LP

### Coletâneas
- Um Sinhô Compositor - álbum duplo - disco 1: Quem São Eles? - com Emilinha Borba e Jorge Goulart; Mário Reis; Carlos Galhardo; Gilberto Alves; Moreira da Silva; Jorge Veiga; Joel Teixeira e Zezé Motta; Paulinho da Viola; Dercy Gonçalves; Francisco Alves; Vicente Celestino; Silvio Caldas; Baiano (2010) - CD
- Sinhô - Raízes da Música Popular Brasileira - Coleção Folha de S.Paulo - Vol. 25 - com Francisco Alves, Lira Carioca (Clara Sandroni e Marcos Sacramento), Mário Reis, Aracy Cortes, Gastão Formente - (2010) - CD
- Enciclopédia Musical Brasileira - Noel Rosa por Noel Rosa e Sinhô, por Mário Reis (2000) - CD
- Revivendo - Sinhô - Vol 1 O Pé de Anjo - RVCD 080 / Vol. 2 Alivia Estes Olhos - RVCD 081 / Vol. 3 Fala, Meu Louro - RVCD 082 - com Francisco Alves; Mário Reis; Januário de Oliveira; Augusto Anibal; Silvio Caldas; Aracy Cortes; Ildefonso Norat; Breno Ferreira; Carmen Miranda; Arthur Castro; Rosa Negra em dueto com Francisco Alves; Henrique Chaves; Iolanda Osório; Carlos Serra; Gastão Formenti; Pedro Celestino; Lucy Campos em dueto com Francisco Alves  - (1988) - CD
- Nosso Sinhô do Samba - com Francisco Alves e Mário Reis (1988) - LP
- Nova História da Música Popular Brasileira - com Blecaute, Jorge Veiga, Francisco Alves e Rosa Negra, Paulo Tapajós e Turma do Sereno, Gilberto Alves e Bandinha de Altamiro Carrilho, Mário Reis, Paulinho da Viola e José Briamonte (1971) - Abril Cultural LP
- Francisco Alves Interpreta Sinhô - com Francisco Alves (1968) - LP